# 23 Марина
23 Марина (енгл. 23 Marina) је резиденцијални облакодер у Дубаију, у Уједињеним Арапским Емиратима. Има 88 спратова. Његова изградња започета је 2006, а завршена 2012. године. Са својих 395 m представља други по висини животни простор, одмах након 414 m високог Принцес торња.
Почетком октобра 2006, 79% облакодера било је распродато. Занимљиво је да се у згради налази 57 приватних базена и да сваки дуплекс има свој засебан лифт.

## Галерија
- 16. фебруар 2007. Иградња темеља
- 13. април 2007.
- 14. септембар 2007.
- 18. јануар 2008.